# Opera semiseria
Az opera semiseria (olasz nyelven jelentése félig komoly opera) olyan komoly opera, melyben a pátosszal telített jelenetek komikus helyzetekkel keverednek. A 18. század végén alakult ki az opera buffából, melynek túlzottan is komikus jellegét idejétmúltnak és sekélyesnek tartották a kor zeneszerzői. Nagy népszerűségnek örvendett a 19. században, az olasz zenekedvelő közönség köreiben. Az opera seriától vagy a melodrámától a basso buffo jelenléte különbözteti meg. A műfaj legjellemzőbb darabjai Gaetano Donizetti Linda di Chamounix című operája, valamint Gioachino Rossini A tolvaj szarka című műve.